# Бузницкий, Александр Григорьевич
Александр Григорьевич Бузницкий (16 января 1911 — 16 января 1974) — участник Великой Отечественной войны, Герой Социалистического Труда.

## Биография
Родился 16 января 1911 года в рабочей семье. В честь бабушки назвали Александром. Маленьким мальчиком ходил погонщиком круг плуга, пастухом коров у хозяина. Шестнадцатилетним юношей едет учиться на прокатном отделении в школе фабрично-заводского обучения.
В 1932 году вступает в члены КПСС.
В 1940 году ЦК Компартии Украины направляет Александра Григорьевича в г. Тернополь.
За храбрость и мужество, проявленные в годы Великой Отечественной войны, которую прошел на Украине, в Польше, Германии, Чехословакии и Австрии, награждён двумя орденами Отечественной войны второй степени, орденом Красной Звезды и медалями. Капитан интендантской службы.
После войны переезжает к Мироновку.
В 1952 году Александр Григорьевич по рекомендации райкома партии и райисполкома возглавляет колхоз «Большевик» им. Жданова.
За достижение высоких показателей производства продукции растениеводства и животноводства, успехов в развитии социальной сферы, рост материального благополучия колхозников, внедрение научных достижений и передового опыта колхоз им. Жданова в 1967 году отмечен высшей правительственной наградой — орденом Ленина. Колхозники были отмечены высокими правительственными наградами, орденами Ленина, Трудового Красного Знамени, «Знак Почета» и медалями.
Награждён пятью орденами Ленина, орденом Трудового Красного Знамени, делегат XXI—XXIV съездов КПСС и XXIV съезда Компартии Украины, член Центральной ревизионной комиссии КПСС, член Центрального комитета Компартии Украины, депутат Верховного Совета СССР 6 — 8 созывов (1962 — 1974), делегат III Всесоюзного съезда колхозников, член Союзного Совета колхозов, Председатель Украинского Республиканского Совета колхозов.
Также был председателем колхоза им. А. А. Жданова Мироновского района Киевской области.
Автор книг «Из отстающих — в передовые», «Люди все могут», «Слово о земле», «Цена гектара», «Мироновский меридиан».
Скончался 16 января 1974, в свой 63-й день рождения.

## Искусство
В 1971 году в Мироновке открылся новый Дворец культуры. Председатель колхоза — Герой Социалистического Труда Александр Григорьевич Бузницкий, как большой поклонник самодеятельного творчества, предложил создать самодеятельный коллектив. Коллектив «Чернобривец» уже 40 лет базируется в этом селе.